# Ana Cavalcanti
Ana Cristina Valadão Cavalcanti Ferreira (São Paulo, SP, 8 de janeiro de 1964) é política brasileira, (deputada estadual pelo estado de Pernambuco) e terapeuta ocupacional.

## Biografia
Filha do ex-presidente da câmara dos deputados Severino Cavalcanti. Teve sua carreira política alçada em 2002, com a morte de seu irmão Cavalcanti Júnior, que era candidato a deputado estadual. Chamada para substituí-lo no meio da campanha, foi eleita pelo Partido Progressista.
De ascendência italiana, sua atuação na Câmara sempre coincidiu com os posicionamentos mais conservadores pregados pela igreja cristã.